# Caru' cu Bere
Caru' cu Bere (en romanès "El carro amb cervesa") és un bar i restaurant modernista al carrer Stavropoleos del districte Lipscani de Bucarest (Romania).

## Història
El negoci el va obrir com a cerveseria el 1879 Ioan Căbăşun i els seus nebots, Ion, Gheorghe i Nicolae Mircea, que en aquell moment eren ciutadans de l'Imperi austrohongarès i originaris de Cațun, Transsilvània. Al 1889, Căbăşun va transferir el local al seu nebot, just abans de morir. Qui se'n va fer càrrec de l'empresa familiar va ser el seu germà més jove, Víctor.
Vuit anys més tard, el seu nebot Nicolae va comprar l'edifici al carrer Stavropoleos 5 al 1897 i va fer plans per obrir un restaurant i així fer créixer les seves operacions empresarials. Va contractar l'arquitecte austríac Siegfrid Kofczinsky per dissenyar un restaurant i cerverseria d'estil de ressorgiment del gòtic. Els co-propietaris eren Nicolae, Ignat, i Víctor Mircea. El restaurant va obrir el 1899, presentant la seva pròpia cervesa. En Victor va deixar l'establiment l'any 1912 i va obrir la seva pròpia cerveseria uns anys més tard, mentre que en Nicolae va obrir un negoci de bodega per en Ignat. Quan Nicolae va morir el 1929, els seus hereus van agafar el control de les empreses i van operar fins que l'estat comunista va nacionalitzar-los en una operació el 1949.
Al 1986, es va fer una restauració extensa de la propietat, dirigida per en Nicolae Gheorghe. Quan la República Socialista de Romania va caure al 1989, els hereus d'en Víctor Mircea van fer esforços per recuperar la seva propietat. Al 1999, l'estat els va tornar Caru' cu Bere i van començar a fer-hi renovacions extenses per restaurar la propietat al seu estat anterior al règim comunista. Caru' cu Bere és distingit pel seu estil modernista i d'art noveau. Actualment el gerenta la cadena City Grill d'en Dragoș Petrescu i està classificat com a monument històric número B-II-m-B-19728.
La novel·la de l'escriptor romanès Mateiu Caragiale Sub pecetea tainei, passa principalment al Caru' cu Bere.

## Edifici
L'edifici consta de dos edificis situats en alineació. El cos A es compon d'un celler amb voltes de maó, planta baixa i altell, primer i segon pis, golfes (golfes). El menjador, situat a la planta baixa i a l'altell, té una alçada de 7 m, està decorat en estil gòtic, amb columnes i sostres d'estuc, amb panells i pintures tallades. La planta baixa i l'altell es comuniquen unes mitjançant una escala de caragol de roure tallat. A la planta superior hi ha 10 habitacions i dependències. L'escala principal és de marbre. A les golfes hi ha les habitacions de servei. L'edifici B té un celler, planta baixa i 2 plantes, una de les quals són unes golfes. Aquest segon edifici és una construcció més senzilla. El celler té unes bigues de ferro amb voltes i a la planta baixa hi ha 2 grans botigues. A cadascuna de les dues plantes hi ha 8 habitacions.

## Galeria

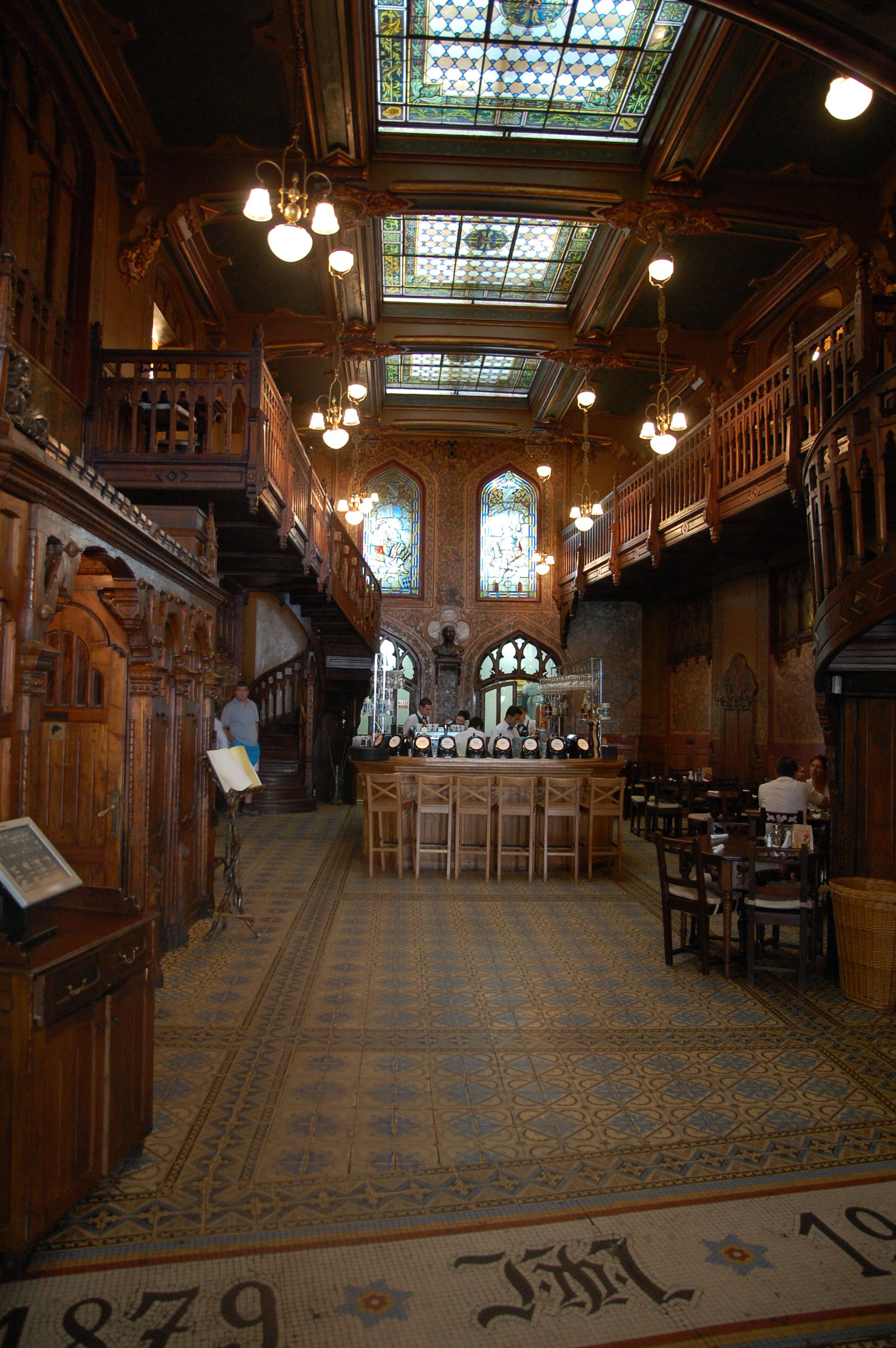
Entrada i recepció
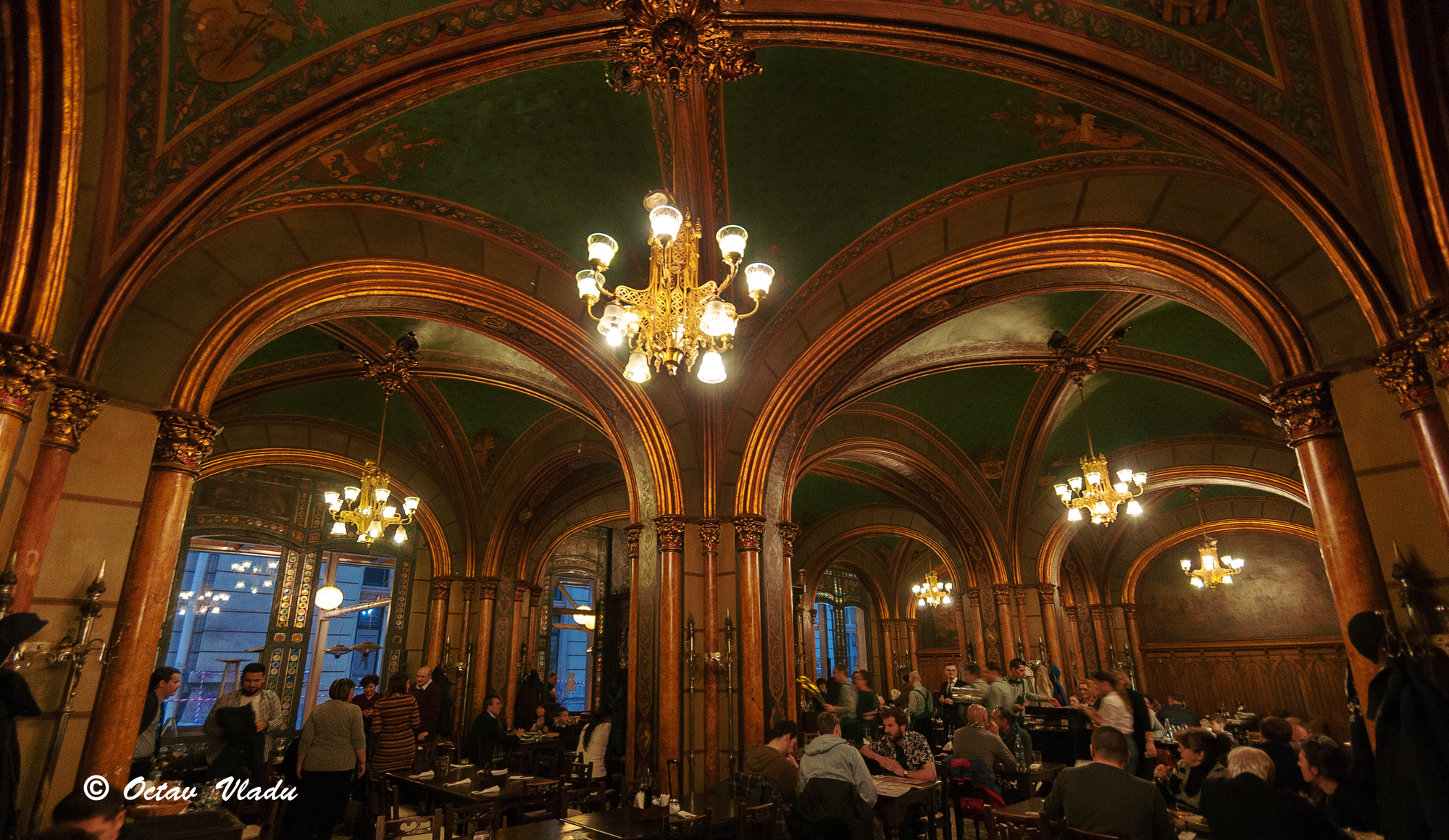
Menjador
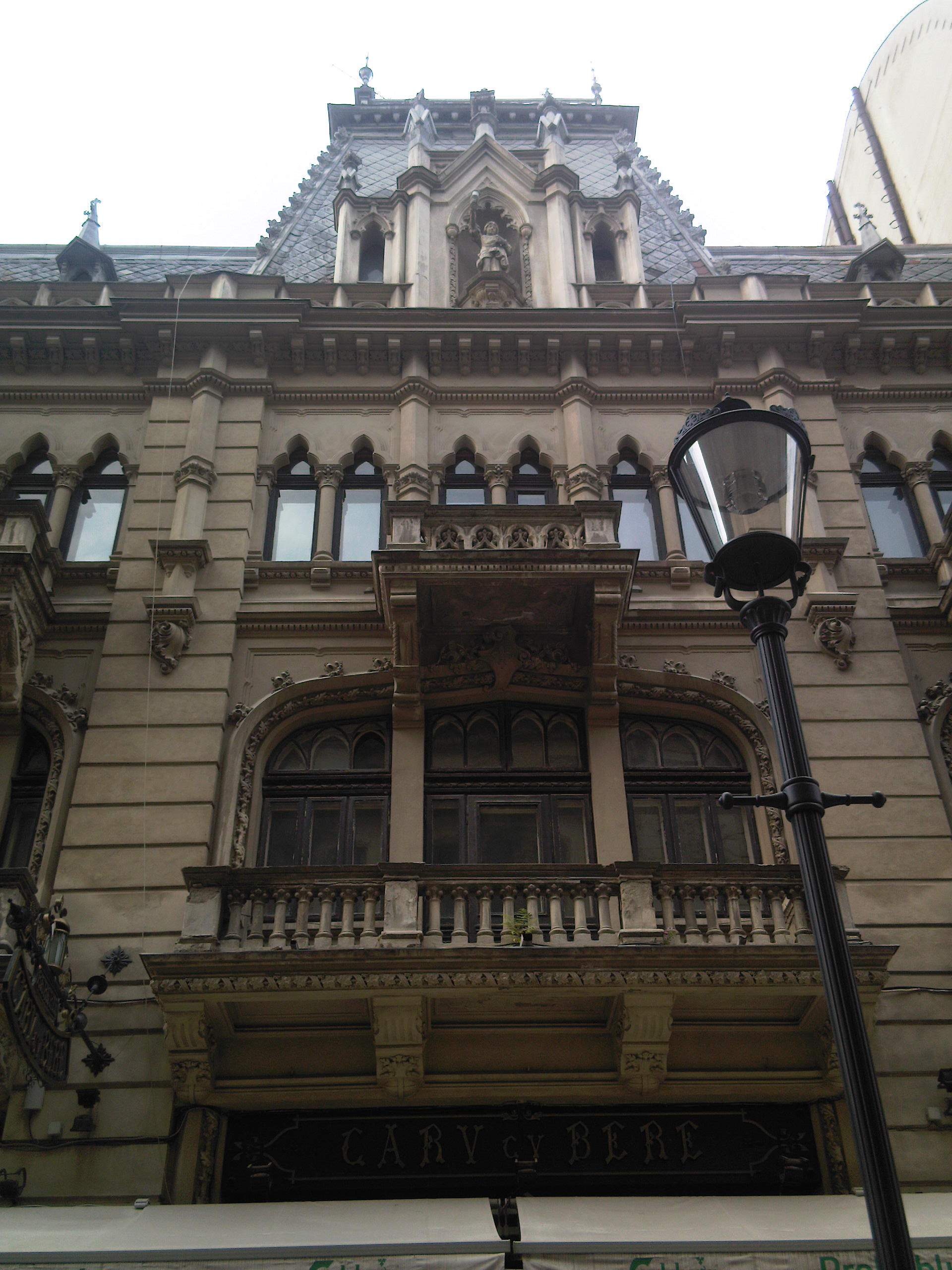
Façana
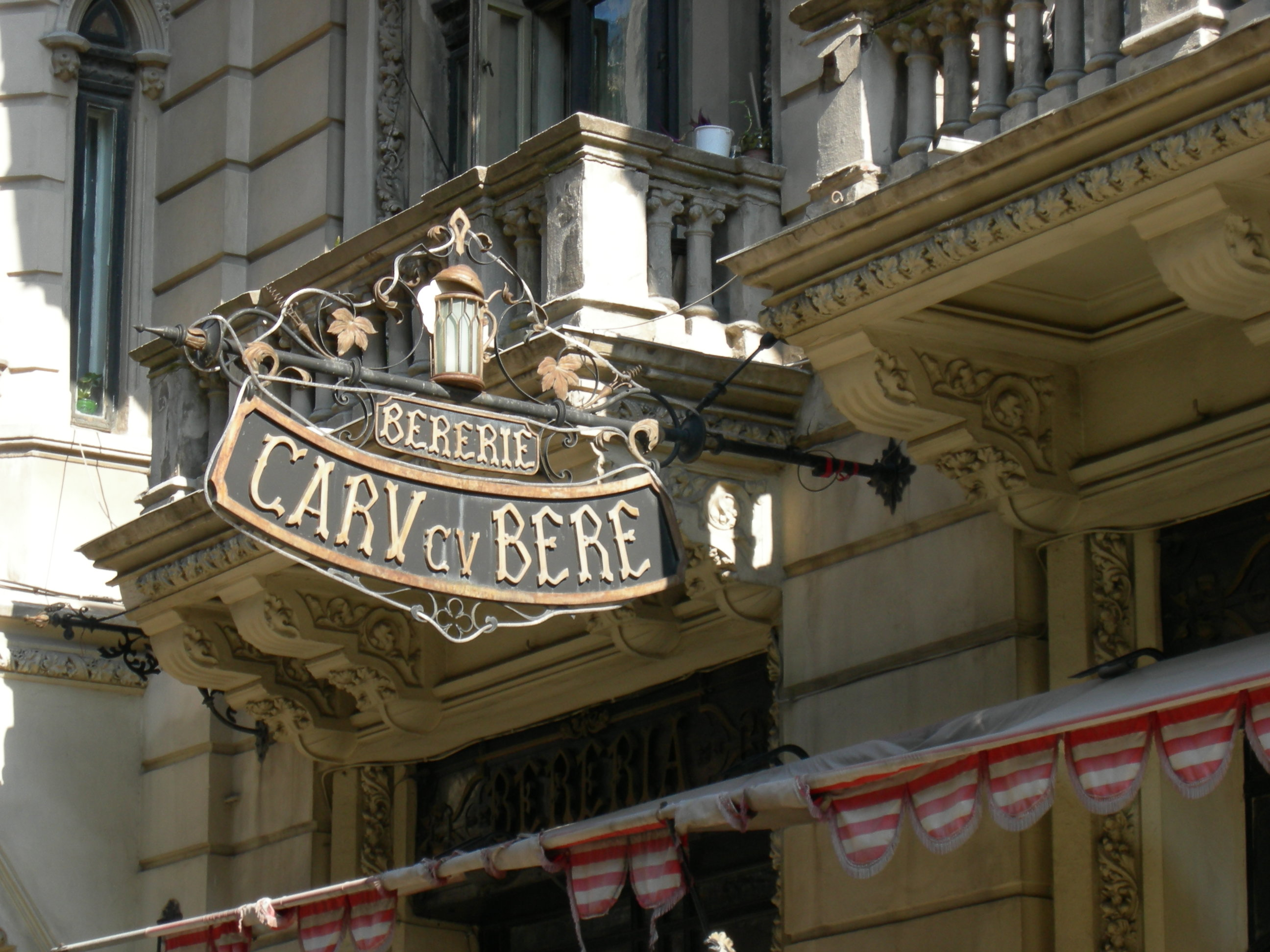
Rètol
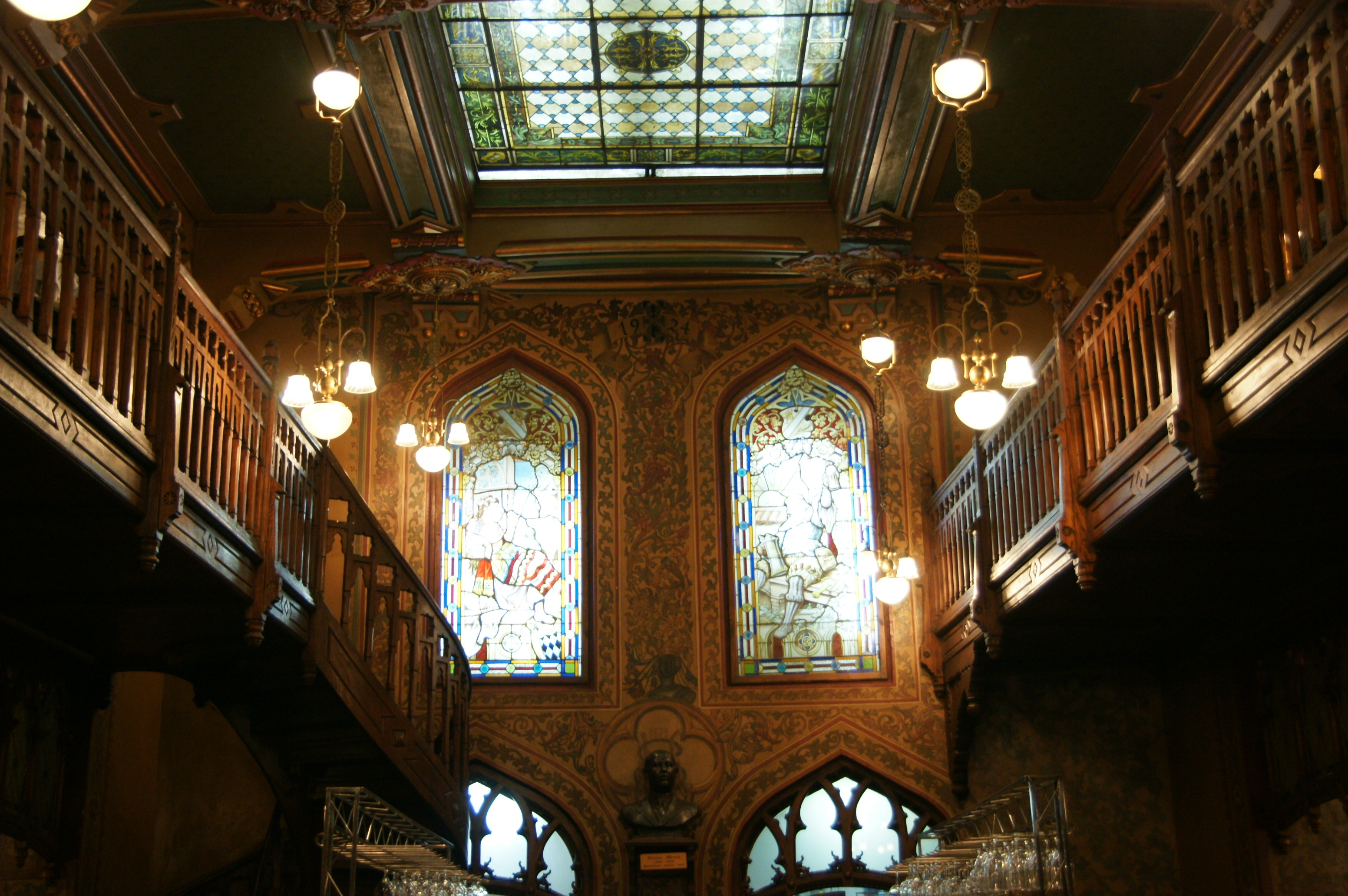
Vitralls i decoració Art Noveau